# Catherine Boursier
Catherine Boursier (ur. 11 maja 1953 w Le Plessis-Trévise) – francuska polityk, prawnik, samorządowiec, posłanka do Parlamentu Europejskiego (2008–2009).

## Życiorys
W 1978 ukończyła studia magisterskie z zakresu prawa publicznego, a rok później z zakresu administracji publicznej w Regionalnej Wyższej Szkole Administracji w Metz. W 1983 uzyskała dyplom studiów specjalistycznych (DESS). Pracowała w administracji regionalnej w Lotaryngii, a następnie (1988–1991) w gabinecie ministra przemysłu. W latach 90. pełniła funkcje dyrektora generalnego przedsiębiorstw komunalnych.
Od 1995 do 2008 zajmowała stanowisko mera Champey-sur-Moselle, następnie została zastępcą burmistrza tej miejscowości. Kierowała też biurem przewodniczącego departamentu Meurthe i Mozela. W 2006 objęła funkcję dyrektora Parku Regionalnego Lotaryngii.
W 2008 z ramienia Partii Socjalistycznej objęła mandat posłanki do Parlamentu Europejskiego. Była członkinią grupy Partii Europejskich Socjalistów, pracowała m.in. w Komisji Wolności Obywatelskich, Sprawiedliwości i Spraw Wewnętrznych. W PE zasiadała do 2009. W 2010 została wybrana na radną regionu, w 2015 i 2021 uzyskiwała mandat radnej departamentu.